# Gyrinus longiusculus
Gyrinus longiusculus là một loài bọ cánh cứng trong họ van Gyrinidae. Loài này được LeConte miêu tả khoa học năm 1850.